# Pedernales (paroisse civile)
Pour les articles homonymes, voir Pedernales.
Pedernales est l'une des deux paroisses civiles de la municipalité de Pedernales dans l'État de Delta Amacuro au Venezuela. Sa capitale est Pedernales, chef-lieu de la municipalité.

## Géographie

### Hydrographie
Les paysages de la paroisse civile sont dominés par le río Morichal largo, l'un des principaux défluents dans le delta de l'Orénoque qui en amont et aval d'une section centrale, en fonction du nombre de bras, porte le nom de caño Manamo sur certaines sections. Les bras des cours d'eau forment un grand nombre d'îles, dont les plus importantes d'amont en aval à l'embouchure  sont Mánamo, Remediadora, El Cidral et Cotorra.

### Démographie
Hormis sa capitale Pedernales, la paroisse civile possède plusieurs localités située pour la plupart le long des bras fluviaux :
- Boca de Tigre
- El Cidral
- La Culebrita
- La Ensenada
- Las Bonítas
- Morokoto
- Pedernales
- Pepeina
- Wakajara de la Horqueta
- Wakajara de Manamo
- Winamorena I
- Winamorena II